# Katsuo Kanda
Katsuo Kanda (神田 勝夫?, Kanda Katsuo; Niigata, 21 giugno 1966) è un ex calciatore giapponese, di ruolo difensore.